# Acleisanthes
Acleisanthes é um género botânico pertencente à família Nyctaginaceae.

## Espécies
- Acleisanthes acutifolia Standl.
- Acleisanthes angustifolia  (Torr.) R.A.Levin
- Acleisanthes anisophylla  A.Gray
- Acleisanthes chenopodioides (A.Gray) R.A.Levin
- Acleisanthes crassifolia  A.Gray
- Acleisanthes diffusa  (A.Gray) R.A.Levin
- Acleisanthes lanceolata  (Wooton) R.A.Levin
- Acleisanthes longiflora  A.Gray
- Acleisanthes nana  I.M.Johnst.
- Acleisanthes nevadensis  (Standl.) B.L.Turner
- Acleisanthes obtusa  (Choisy) Standl.
- Acleisanthes palmeri  (Hemsl.) R.A.Levin
- Acleisanthes parvifolia  (Torr.) R.A.Levin
- Acleisanthes purpusiana  (Heimerl) R.A.Levin
- Acleisanthes somalensis  (Chiov.) R.A.Levin
- Acleisanthes undulata  (B.A.Fowler & B.L.Turner) R.A.Levin
- Acleisanthes wrightii  (A.Gray) Benth. & Hook.f. ex Hemsl.